# Heronia
Heronia este un gen de fluturi din familia Hesperiidae. 